# Лапагия-гивинийский сапотекский язык
Лапагия-гивинийский сапотекский язык (Lapaguía-Guivini Zapotec, Lapaguía Zapotec, Santiago Lapaguia Zapotec, Zapoteco de Lapaguía-Guivini, Zapoteco de Santiago Lapaguía) — сапотекский язык, на котором говорят в городах Ла-Мерсед-дель-Потреро, Лапагия, Сан-Фелипе-Лачийо, Сан-Хуан-Гивини округа Мьяуатлан штата Оахака в Мексике.
Лапагия-гивинийский сапотекский язык имеет гивинийский и лапагиянский диалекты.